# Лазарето
Лазаре́то (Лазаретон, Лазаретто, греч. Λαζαρέτο, также Гувинон, Γούβινον ή Γούβινο, ранее известный как Айос-Димитриос, Άγιος Δημήτριος) — остров в Ионическом море, расположенный вблизи острова Керкиры (известного также как Корфу), напротив его главного города — Керкиры. Принадлежит Греции. Входит в сообщество Керкира в общине (диме) Центральная Керкира и Диапонтии-Ниси в периферийной единице Керкира в периферии Ионические острова. Расположен в двух морских милях от города Керкиры. Остров имеет площадь 7 гектаров (0,07 км²) и находится под управлением Греческой Национальной Туристической Организации. По переписи 2011 года является необитаемым.

## История
Во время венецианского правления в начале XVI века на острове был построен монастырь, а чуть позднее был основан лепрозорий, после чего остров и получил своё имя. Во время французской оккупации на острове находился укреплённый карантин. Вместе с большим островом Видо защищал с моря порт Корфу. В 1798 году русско-турецкий флот в ходе средиземноморского похода Ушакова и осады Корфу стал на якоре южнее острова Видо и французы покинули спешно Лазарето, бросив 7 пушек. Русско-турецкий флот использовал остров как военный госпиталь. Во время британской оккупации в 1814 году лепрозорий был снова открыт после реставрации и после ухода в 1864 году британцев по Лондонскому договору лепрозорий периодически использовался. Во время Второй мировой войны и оккупационное правительство фашистов создало концентрационный лагерь на острове для захваченных членов греческого сопротивления, хотя сегодня остались только два здания, служивших штабом итальянских войск, маленькая церковь и стена, напротив которой приговорённых расстреливали.